# Sayonara Hitori
Sayonara Hitori (em japonês:  さよならひとり, Solitary Goodbye) é o primeiro extended play em japonês — segundo no total — do cantor sul-coreano Taemin sob a EMI Records, uma divisão da Universal Music Japan. Foi lançado digital e fisicamente em 27 de julho de 2016.

## Antecedentes e lançamento
Em 26 de fevereiro de 2016, Taemin lançou seu primeiro single em japonês, "Press Your Number", lançado anteriormente em seu primeiro álbum de estúdio, Press It. Em 23 de junho de 2016, a estréia japonesa de Taemin foi anunciada com o mini-álbum Solitary Goodbye (Sayonara Hitori), incluindo um showcase em seu 23º aniversário. Em 5 de julho, foi lançado o vídeo musical de "Sayonara Hitori". O álbum foi lançado em 27 de julho, incluindo 4 novas músicas e a versão em japonês de "Press Your Number".
De acordo com dados revelados pela Oricon Style na manhã de 28 de julho, o álbum  vendeu 38.490 no primeiro dia de lançamento e subiu para o terceira posição na parada de álbuns diários. Em 3 de agosto de 2016, a versão coreana do álbum foi lançada, intitulada "Goodbye", contendo as faixas japonesas anteriores e a versão em coreano de "Sayonara Hitori". Taemin iniciou as promoções da versão coreana do álbum no Music Bank em 5 de agosto, Show! Music Core em 6 de agosto e Inkigayo em 7 de agosto de 2016.

## Lista de faixas
| N.º | Título                                                                                     | Duração |  |
| 1.  | "Sayonara Hitori (Solitary Goodbye)" (さよならひとり)                                      | 03:30   |  |
| 2.  | "Press Your Number (Japanese Version)"                                                     | 03:47   |  |
| 3.  | "Tiger"                                                                                    | 03:56   |  |
| 4.  | "Final Dragon"                                                                             | 04:39   |  |
| 5.  | "Sekaide Ichiban Aishitahito (The Person I Loved Most in This World)" (世界で一番愛した人) | 04:13   |  |

| DVD |                                                    |         |  |
| N.º | Título                                             | Duração |  |
| 1.  | "Sayonara Hitori (Music Video)"                    | 04:01   |  |
| 2.  | "Press Your Number (Music Video)" (Korean Version) | 03:42   |  |
| 3.  | "Inside of Sayonara Hitori"                        | 17:38   |  |

| Goodbye (Korean Version) |                                                                                            |         |  |
| N.º                      | Título                                                                                     | Duração |  |
| 1.                       | "Goodbye (Sayonara Hitori)" (さよならひとり)                                               | 03:29   |  |
| 2.                       | "Sayonara Hitori (Solitary Goodbye)" (さよならひとり)                                      | 03:30   |  |
| 3.                       | "Press Your Number (Japanese Version)"                                                     | 03:47   |  |
| 4.                       | "Tiger"                                                                                    | 03:56   |  |
| 5.                       | "Final Dragon"                                                                             | 04:39   |  |
| 6.                       | "Sekaide Ichiban Aishitahito (The Person I Loved Most in This World)" (世界で一番愛した人) | 04:13   |  |

## Paradas musicais
| País  | Gráfico                    | Melhores posições |
| ----- | -------------------------- | ----------------- |
| Japão | Oricon Daily album chart   | 3                 |
| Japão | Oricon Weekly album chart  | 3                 |
| Japão | Oricon Monthly album chart | 12                |
| Japão | Oricon Yearly album chart  | 88                |

## Vendas
| Gráfico               | Vendas  |
| --------------------- | ------- |
| Oricon physical sales | 49,190+ |
| Billboard Japan       | 52,000+ |

## Histórico de lançamento
| País          | Data                | Formato                    | Gravadora                   |
| ------------- | ------------------- | -------------------------- | --------------------------- |
| Mundialmente  | 27 de julho de 2016 | Digital Download           | EMI Records                 |
| Japão         | 27 de julho de 2016 | CD CD+DVD Digital Download | EMI Records                 |
| Coreia do Sul | 3 de agosto de 2016 | CD Digital Download        | S.M. Entertainment KT Music |